# Iteuil
Iteuil és un municipi francès situat al departament de la Viena i a la regió de la Nova Aquitània. L'any 2007 tenia 2.829 habitants.

## Demografia

### Població
El 2007 la població de fet d'Iteuil era de 2.829 persones. Hi havia 1.102 famílies de les quals 231 eren unipersonals (90 homes vivint sols i 141 dones vivint soles), 397 parelles sense fills, 387 parelles amb fills i 87 famílies monoparentals amb fills.
La població ha evolucionat segons el següent gràfic:
Habitants censats

### Habitatges
El 2007 hi havia 1.219 habitatges, 1.122 eren l'habitatge principal de la família, 49 eren segones residències i 49 estaven desocupats. 1.115 eren cases i 99 eren apartaments. Dels 1.122 habitatges principals, 848 estaven ocupats pels seus propietaris, 252 estaven llogats i ocupats pels llogaters i 22 estaven cedits a títol gratuït; 3 tenien una cambra, 45 en tenien dues, 101 en tenien tres, 354 en tenien quatre i 619 en tenien cinc o més. 935 habitatges disposaven pel capbaix d'una plaça de pàrquing. A 399 habitatges hi havia un automòbil i a 627 n'hi havia dos o més.

### Piràmide de població
La piràmide de població per edats i sexe el 2009 era:
| Homes | Edats   | Dones |
| ----- | ------- | ----- |
| 0     | 95 o +  | 4     |
| 0     | 90 a 94 | 0     |
| 4     | 85 a 89 | 20    |
| 8     | 80 a 84 | 8     |
| 32    | 75 a 79 | 44    |
| 44    | 70 a 74 | 64    |
| 32    | 65 a 69 | 36    |
| 60    | 60 a 64 | 36    |
| 48    | 55 a 59 | 76    |
| 116   | 50 a 54 | 104   |
| 144   | 45 a 49 | 136   |
| 84    | 40 a 44 | 104   |
| 112   | 35 a 39 | 120   |
| 116   | 30 a 34 | 140   |
| 92    | 25 a 29 | 104   |
| 116   | 20 a 24 | 44    |
| 100   | 15 a 19 | 64    |
| 92    | 10 a 14 | 84    |
| 116   | 5 a 9   | 116   |
| 88    | 0 a 4   | 96    |

## Economia
El 2007 la població en edat de treballar era de 1.912 persones, 1.432 eren actives i 480 eren inactives. De les 1.432 persones actives 1.353 estaven ocupades (679 homes i 674 dones) i 79 estaven aturades (37 homes i 42 dones). De les 480 persones inactives 167 estaven jubilades, 152 estaven estudiant i 161 estaven classificades com a «altres inactius».

### Ingressos
El 2009 a Iteuil hi havia 1.133 unitats fiscals que integraven 2.841,5 persones, la mediana anual d'ingressos fiscals per persona era de 19.468 €.

### Activitats econòmiques
Dels 86 establiments que hi havia el 2007, 1 era d'una empresa extractiva, 1 d'una empresa alimentària, 7 d'empreses de fabricació d'altres productes industrials, 22 d'empreses de construcció, 19 d'empreses de comerç i reparació d'automòbils, 3 d'empreses de transport, 3 d'empreses d'hostatgeria i restauració, 2 d'empreses d'informació i comunicació, 5 d'empreses financeres, 1 d'una empresa immobiliària, 9 d'empreses de serveis, 8 d'entitats de l'administració pública i 5 d'empreses classificades com a «altres activitats de serveis».
Dels 28 establiments de servei als particulars que hi havia el 2009, 1 era una oficina de correu, 1 una oficina bancària, 3 tallers de reparació d'automòbils i de material agrícola, 1 autoescola, 1 paleta, 4 guixaires pintors, 5 fusteries, 5 lampisteries, 2 electricistes, 3 perruqueries, 1 restaurant i 1 saló de bellesa.
Dels 7 establiments comercials que hi havia el 2009, 1 era una botiga de més de 120 m², 1 una fleca, 1 una carnisseria, 1 una llibreria, 1 una botiga de roba, 1 una botiga de mobles i 1 una floristeria.
L'any 2000 a Iteuil hi havia 19 explotacions agrícoles que ocupaven un total de 1.359 hectàrees.

## Equipaments sanitaris i escolars
El 2009 hi havia 1 farmàcia i 1 ambulància.
El 2009 hi havia 1 escola maternal i 1 escola elemental.

## Poblacions més properes
El següent diagrama mostra les poblacions més properes.